# Platja Fonda (Sitges)
La platja Fonda és una petita platja urbana del municipi de Sitges (Garraf), envoltada de penya-segats, situada entre la Punta de la Llengua de la Serp, a ponent, que la separa de la platja de Sant Sebastià, i la Punta de les Mabres, a llevant, que la separa de la platja dels Balmins. Té una longitud de 37 metres i una amplada mitjana de 12 metres, formada per sorra fina. La platja només tenia accés per mar, fins que el 2019 s'hi va construir una escala metàl·lica amb graons de fusta, que salva els 10 metres de desnivell. També es va protegir el talús amb una malla metàl·lica per a evitar despreniments.
Entre la platja i la Punta de la Llengua de la Serp hi ha la cova del Vell Marí, de 36 metres de fondària, una boca de 7 x 3 metres i quatre galeries. El nom fa referència a la foca monjo del Mediterrani (Monachus monachus).